# Djigoué
Djigoué è un dipartimento del Burkina Faso classificato come comune, situato nella provincia di Poni, facente parte della Regione del Sud-Ovest.
Il dipartimento si compone del capoluogo e di altri 25 villaggi: Babrora, Badora, Bawe-Bininbom, Bawe-Dara, Birira, Bourio-Gan, Djatakoro, Dompo, Donkua (Namyare), Filakora, Gongomboulo, Helintira, Kaleboukoura, Kankongno, Kankongo, Mampoura, Moulepo, Nahinena, N'donhira, Pokamboulo, Sarmassi-Gan, Sarmassi-Lobi, Terpo, Tiebon (Dimbo) e Tiwera.